# UFC on Fox: Dillashaw vs. Barão 2
UFC on Fox: Dillashaw vs. Barão 2 (también conocido como UFC on Fox 16) fue un evento de artes marciales mixtas celebrado por Ultimate Fighting Championship el 25 de julio de 2015 en el United Center, en Chicago, Illinois.

## Historia
El evento estelar contó con el combate por el campeonato de peso gallo entre el actual campeón T.J. Dillashaw y Renan Barão. En su primer combate en UFC 173, Dillashaw ganó la pelea por nocaut técnico en la quinta ronda.
El evento coestelar contó con el combate de peso gallo femenino entre las contendientes Miesha Tate y Jessica Eye.

## Resultados
1. ↑  Por el Campeonato de Peso Gallo de UFC.

## Premios extra
Cada peleador recibió un bono de $50,000.
- Pelea de la Noche: Edson Barboza vs. Paul Felder
- Actuación de la Noche: T.J. Dillashaw y Tom Lawlor